# Ronan (football)
Pour les articles homonymes, voir Ronan.
Ronan Carolino Falcão dit Ronan est un footballeur naturalisé équatoguinéen né le 7 mai 1985 à Guapimirim (Brésil).

## Palmarès

### En club
- Coupe de Hong Kong
  - Vainqueur: 2008.

### En sélection
- Coupe de la CEMAC
  - Vainqueur: 2006.